# Anthony Atala
Anthony Atala (nacido el 14 de julio de 1958, en Perú) es un bioingeniero, urólogo y cirujano pediátrico estadounidense, conocido por sus contribuciones pioneras en el campo de la medicina regenerativa y la bioimpresión 3D.

## Biografía
Atala creció en Coral Gables, Florida. Estudió Psicología en la Universidad de Miami, y posteriormente obtuvo su título de médico en la Universidad de Louisville. Realizó su residencia en urología y una especialización en cirugía pediátrica en el Hospital de Niños de Boston, afiliado a la Universidad de Harvard, entre 1990 y 1992.

## Carrera
Atala es profesor de urología y director fundador del Wake Forest Institute for Regenerative Medicine (WFIRM), en Carolina del Norte. Dirige también el Departamento de Urología en la Escuela de Medicina Wake Forest.
Bajo su dirección, WFIRM ha desarrollado terapias celulares y de ingeniería tisular para más de 40 tipos de tejidos y órganos, y cuenta con más de 400 investigadores. Fue pionero en la impresión 3D de tejidos humanos mediante el sistema ITOP (Integrated Tissue-Organ Printing System), e implantó con éxito la primera vejiga urinaria cultivada en laboratorio en un paciente humano.

## Premios y reconocimientos
Entre los reconocimientos que ha recibido destacan:
- 2000 – Premio Gold Cystoscope[3]
- 2010 – Premio Samuel D. Gross
- 2011 – World Technology Award en el área de Salud[4]
- 2016 – Premio a la Ingeniosidad Americana (American Ingenuity Award) de la revista Smithsonian[5]

## Publicaciones
Atala ha publicado más de 800 artículos científicos y es autor o coautor de 25 libros, incluyendo:
- Principles of Regenerative Medicine
- Methods of Tissue Engineering

Tiene más de 250 patentes registradas a nivel nacional e internacional. Al menos 15 de las tecnologías desarrolladas en su laboratorio han sido aplicadas clínicamente.